# Libertad de expresión versus blasfemia
El concepto de 'Libertad de Expresión' y el concepto de 'blasfemia' depende del contexto político y del contexto religioso en el que se apliquen los mismos. Estos conceptos han sido y son ampliamente discutidos en todos los campos de las artes, las letras y las ciencias, política y religión. Prácticamente todos los países tienen leyes que regulan tanto la Libertad de Expresión como el concepto de blasfemia.
LIBERTAD DE EXPRESIÓN
"Artículo 19 de la Declaración Universal de los Derechos Humanos: Todo individuo tiene derecho a la libertad de opinión y de expresión; este derecho incluye el de no ser molestado a causa de sus opiniones, el de investigar y recibir informaciones y opiniones, y el de difundirlas, sin limitación de fronteras, por cualquier medio de expresión." De acuerdo con el artículo 19 de la Declaración Universal de los Derechos Humanos de la ONU, aquí reproducido, nadie debería sufrir represalias por decir lo que piensa y cree, en ningún país o contexto. Esta es una de las medidas para garantizar los derechos humanos que se generaron tras la Segunda Guerra Mundial. Para conocer más sobre las causas, consecuencias y tratados que dieron lugar al término de la contienda, visitar:
- De	la Wikipedia

La SGM fue el evento que más influyó en el orden social, económico y político del siglo XX. Tras la SGM surgió un 'nuevo mundo' con idealizaciones pacifistas, apoyando el desarme progresivo de las naciones. Las naciones tomaron conciencia de que toda esa potencia armamentística, tecnológica y nuclear que poseían, de ser usada, sería el desastre total. Esta preocupación se vio reflejada en los acuerdos sociopolíticos y económicos resultantes de los distintos pactos firmados tras el fin de la contienda, así como en las distintas expresiones artísticas y comunicativas del siglo XX y comienzos del siglo XXI, que pusieron el énfasis en argumentos postapocalípticos y de destrucción masiva. Cómics, música, películas, videojuegos, pintura, fotografía, literatura, y otras artes, dieron testimonio de estos temores. Estas expresiones artísticas, todas en general, abogando por la libertad de expresión, buscaron fórmulas para pasar los filtros de la censura de su época: superhéroes que nos salvan de las amenazas de los monstruos, soluciones "Deus ex machina", disfraces que dan a entender identidades, y otras muchas fórmulas.
La Libertad de Expresión es un derecho humano reconocido que las leyes internacionales avalan, aunque, no todo vale en la libertad de expresión a fin de evitar testimonios propensos a la apostasía o la apología del odio, como defendía John Stuart Mill y otros ideólogos de la Libertad de Expresión. Para evitar esto, la libertad de expresión se somete a regulación legal. La libertad de expresión se fundamenta en el respeto entre seres humanos, sin embargo, la realidad nos lleva a ver que las sociedades humanas crecen y evolucionan a fuerza de violencia y opresión, como corroboran los estudios antropológicos de, entre otros, el médico italiano César Lombroso, padre de la antropología criminal y la criminología.
BLASFEMIA
El control sobre las libertades ha existido siempre. No es un concepto de nueva creación, sino que viene de hace miles de años atrás.
Todas la naciones, desde el comienzo de la civilización humana, sobre todo desde la creación de las primeras ciudades-estado, para evitar altercados y divergencias, ha ejercicio algún grado de control social sobre los ciudadanos. A pesar de estos mecanismos de control, hay momentos en la historia en los que proliferan determinadas conductas como respuesta a las situaciones que los ciudadanos se ven obligados a vivir. La regulación del comportamiento de las sociedades viene determinado por las leyes, la religión y las costumbres.
Todo sistema religioso desarrolla estrategias para organizar sus dogmas de forma que sea aceptado por la sociedad y encajar en esta adaptándose para poder ejercer su papel regulador en el comportamiento humano, extensible al grupo y la sociedad en general.
Muchas religiones, a lo largo de la historia de la humanidad, se han impuesto a otras por la fuerza y la violencia, atrayendo creyentes bajo amenaza de muerte o exilio. Como ejemplo, mencionó el libro "Andalucía, Tierra de Moros y Cristianos", de Miguel Ángel Martínez Pozo, Ed. Almuzara, en el que se diserta acerca de cómo el sincretismo es la base de las culturas y de la gran violencia que se ejerce sobre el pueblos y las creencias sometidas.
Las religiones han tenido mecanismos de control muy variados a lo largo de la historia. De todos ellos, el más común en las religiones abrahámicas es el concepto de blasfemia.
Cada religión lo entiende y lo ejecuta de la forma que le es propia, pero parece que existen algunos aspectos comunes sobre lo que se considera blasfemia, habida cuenta que las tres religiones abrahámicas comparten algunos libros sagrados. Tal es el caso del libro del Éxodo, en el que se recoge, en su capítulo 22, "la prohibición expresa de proferir injurias contra Dios o maldecir su nombre. En este capítulo, Jehová revela Sus leyes concernientes al hurto, a las destrucciones por fuego, al cuidado de la propiedad de los demás, al préstamo, a los actos lascivos, a los sacrificios a dioses falsos, al afligir a las viudas, a la usura, al injuriar a Dios y a las leyes referentes al primogénito de hombres y de animales — Se manda a los hombres de Israel ser santos".
La libertad de expresión, cuando se contrapone a los dogmas de determinadas religiones, no es compatible con el concepto de blasfemia y, puede, en algunas sociedades, acarrear graves consecuencias, tal es el caso del escritor Salma Rushdie y su libro "Los Versos Satánicos".
Entonces, estamos enfrentando un concepto, una idea, un derecho aplicable a las sociedades actuales, como es la libertad de expresión, con las limitaciones que le impiden incurrir en la falta de respeto a personas y grupos sociales con un concepto arcaico que limita la libertad de expresión y pensamiento, como es el concepto de blasfemia.